# 三陸鉄道36-300形気動車
三陸鉄道36-300形気動車（さんりくてつどうさんりく300がたきどうしゃ）は、かつて三陸鉄道で使用されていた気動車である。
本稿では、同形の36-400形気動車についても記す。

## 概要

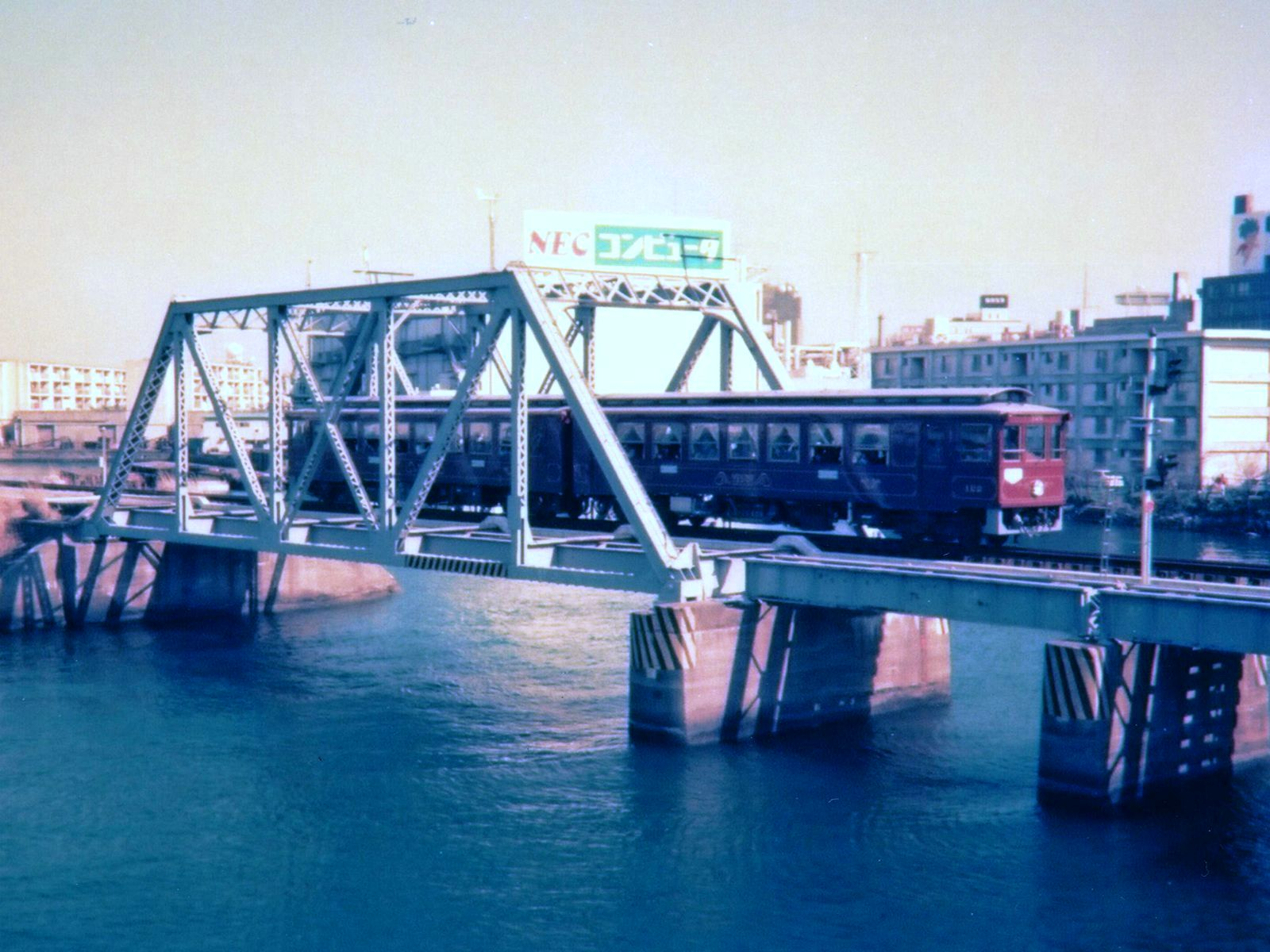
横浜博覧会協会121-122
（後の302-402）

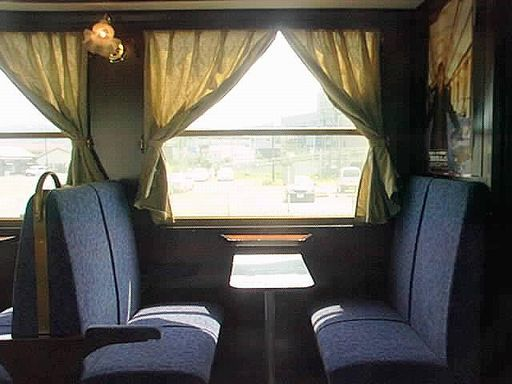
36-400形車内

1989年（平成元年）に開催された横浜博覧会における臨港線（日本丸駅 - 山下公園駅）での列車運行に際し、同博覧会協会所有車として新潟鐵工所で2両編成2本が製造された。基本的に新潟鐵工所の軽快気動車NDCに準拠しているが、車体や内装（東急車輛製造が担当）は贅を凝らしたつくりとなっている。明治時代の路面電車風のレトロ調デザインが特徴で、屋根を二重屋根としてその内側に冷房装置を、前照灯を前面下部に設置していた。製造時期が改元に重なったため、「昭和64年製」の銘板が珍しかった。
博覧会終了翌年の1990年（平成2年）に岩手県が日本宝くじ協会の資金提供を受け1億8600万円で購入、前面窓の固定と300形へのトイレの設置を行い、宝くじ号として三陸鉄道に入線した。
ジャンパ線の関係で従来車との総括制御ができなかったため、単独の運用を組んで使用された。

## 車両一覧
| 車番   | 車番   | 愛称     | 塗装         | 横浜博時代の旧番 | 横浜博時代の旧番 | 横浜博時代の愛称 | 廃車          |
| ------ | ------ | -------- | ------------ | ---------------- | ---------------- | ---------------- | ------------- |
| 36-301 | 36-401 | おやしお | モスグリーン | 111              | 112              | 汐風号           | 2004年6月30日 |
| 36-302 | 36-402 | くろしお | ワインレッド | 121              | 122              | 浜風号           | 2006年1月29日 |

## 廃車後
2004年（平成16年）に廃車になり、
2007年（平成19年）1月16日、岩手県が千葉県の業者を通じてミャンマー国鉄に売却した。その際、かつて運用された横浜博覧会の会場となった横浜港からミャンマーへ送られた。現地ではモニタールーフ風の装飾と冷房等が撤去され、現地標準色であるアイボリーと赤のツートンカラーとなった。当初はヤンゴン近郊で36-300形と36-400形の間に小型客車を連結して使用された。現在は4両それぞれが分散して他の日本製気動車等と併結したり、小型客車を牽引する等で使用されているが、荒廃による運用離脱と再整備をくりかえしている模様である。